# Pterilia ceylonensis
Pterilia ceylonensis är en insektsart som beskrevs av Stsl 1859. Pterilia ceylonensis ingår i släktet Pterilia och familjen Caliscelidae.
Artens utbredningsområde är Sri Lanka. Inga underarter finns listade i Catalogue of Life.